# John Thorsø
John Thorsø (født 19. marts 1959 på Frederiksberg) er en tidligere politiker som var været medlem af Holstebro Kommunalbestyrelse og regionsrådet i Region Midtjylland for Det Konservative Folkeparti.
Han blev medlem af de Konservative i 2004 og var partiets spidskandidat ved kommunalvalget 2005, hvor han blev valgt ind i Holstebro Kommunalbestyrelse, indtil 2009 som viceborgmester, medlem af økonomiudvalget og næstformand i teknikudvalget. Han er formand for Infrastrukturgruppen Midt-Vest. Ved konstitueringen efter kommunalvalget 2009 var han på tale som borgmester, men tabte til socialdemokraten H.C. Østerby. Han blev folketingskandidat for Det Konservative Folkeparti i Holstebrokredsen i Vestjyllands Storkreds i 2010.
Han blev ikke genvalgt til byrådet ved kommunalvalget 2013, og i 2014 meldte han sig ud af Det Konservative Folkeparti idet han mente at partiet var blevet for liberalt og for lidt socialt bevidst.
Da Thorsø gik ind i politik var han kemifabrikant og formand for Nordvestjysk Erhvervsråd. Han gjorde blandt andet sig bemærket som fortaler for en motorvej til Holstebro. Han blev afsat som formand for Nordvestjysk Erhvervsråd på en generalforsamling i 2009 efter kritik fra Venstre-politikeren, regionsrådsmedlem Bent Ove Pedersen.